# Шемије
Шемије (фр. Chemillé) је насељено место у Француској у региону Лоара, у департману Мен и Лоара.
По подацима из 2011. године у општини је живело 8693 становника, а густина насељености је износила 176,69 становника/km².

## Демографија
| 1962. | 1968. | 1975. | 1982. | 1990. | 2011. |
| ----- | ----- | ----- | ----- | ----- | ----- |
| 4.510 | 4.735 | 5.108 | 5.748 | 6.016 | 8.693 |

## Партнерски градови
- Аспах